# Forte Stella
Forte Stella est une fortification côtière située dans la municipalité de Monte Argentario. Son emplacement est près de Porto Ercole, sur un promontoire qui s'élève à l'ouest de la ville, non loin de la plage de Sbarcatello. Dans le passé, c'était l'un des remparts du système défensif du promontoire de l'Argentario,.

## Histoire
La fortification a été construite par les Espagnols dans la seconde moitié du XVIe siècle, lorsque toute la zone est devenue une partie de l'État des Présides, au sein duquel elle constituait l'un des points stratégiques de l'ensemble du système défensif, pouvant communiquer visuellement avec la Torre dell'Avvoltore à l'ouest, avec la forteresse aldobrandesque de Porto Ercole et même avec la tour San Pancrazio sur le promontoire d'Ansedonia à l'est.
Le lieu choisi pour la construction de la structure défensive était celui où se trouvait le Forte Sant'Ippolito, d'origine Renaissance, qui représentait l'une des pierres angulaires du système défensif préexistant de la partie sud-est du promontoire de l'Argentario : une partie de celui-ci a été incorporée dans la partie centrale de la nouvelle fortification, en l'adaptant à celle-ci.
Les travaux de construction ont été réalisés après la construction de Forte Filippo et après la restructuration et le réaménagement de la plus ancienne forteresse aldobrandesque, fortifications toutes deux situées dans la ville de Porto Ercole. Les Espagnols, pour la construction du nouveau complexe fortifié, se tournèrent vers Cosme Ier de Toscane qui confia la direction des travaux aux architectes Bernardo Buontalenti et Giovanni Camerini (it), qui élaborèrent le projet de l'ouvrage défensif en 1558 ; la partie centrale préexistante, de l'époque de la Renaissance, a probablement été construite sur un projet de l'ingénieur militaire Francesco di Giorgio Martini.
La construction de l'imposante fortification a pris très longtemps, à tel point que les deux architectes chargés du projet directement par le roi Philippe II d'Espagne n'ont jamais réussi à le voir terminé. En fait, il semble que l'achèvement des travaux n'ait été achevé que dans la seconde moitié du XVIIe siècle, alors même que le projet élaboré au siècle précédent avait été intégralement suivi : dans une représentation de 1646 l'ouvrage fortifié était encore incomplet, apparaissant toujours avec un plan différent de celui du projet.
Les fonctions exercées dans le passé par la forteresse étaient principalement celles d'observation, grâce à la possibilité d'une excellente observation le long d'un tronçon de côte qui s'étend de la rive sud de Monte Argentario au promontoire de Capo Linaro au-delà de la ville de Civitavecchia. Son abandon progressif a eu lieu au cours du XIXe siècle, lorsque toute la région est d'abord passée temporairement au grand-duché de Toscane, puis au royaume d'Italie. Précisément dans les années qui ont suivi l'unification de l'Italie, il a été décidé d'abandonner définitivement ses fonctions militaires d'origine.
Restant propriété de l'État, l'ensemble de la structure fortifiée a subi des travaux de restauration effectués dans les années 90 du siècle dernier, qui lui ont redonné sa gloire d'antan, permettant un excellent état de conservation. En 2004, Forte Stella a été le décor d'une série de publicités télévisées de la société de téléphonie mobile TIM.

## Description
Forte Stella ressemble à une imposante fortification, caractérisée par la présence de deux forts, un extérieur et un intérieur.
La zone dans laquelle se dresse le fort lui-même est délimitée par un fort extérieur qui se développe selon une forme quadrangulaire, avec un bastion hexagonal qui enferme chacun des quatre coins du périmètre. Les courtines du fort extérieur, à base escarpée, enserrent l'espace intérieur sur lequel s'élève le fort proprement dit ; dans le passé, il y avait un système de fossés à l'extérieur qui rendait l'accès au complexe encore plus protégé et sécurisé. Pour franchir le fort extérieur il faut emprunter une longue rampe ascendante qui mène à la porte qui s'ouvre du côté nord-est de la courtine extérieure. La porte d'accès au complexe, surmontée d'un arc en plein cintre reposant sur deux cordons horizontaux, est précédée d'un pont qui a remplacé le pont-levis d'origine perdu à l'époque moderne. Le tronçon de mur-rideau où s'ouvre la porte est protégé par un ravelin, construit seulement au XVIIIe siècle, où se détachent deux longues embrasures verticales flanquées d'une meurtrière de chaque côté, qui protégeaient davantage l'entrée du fort, donnant de plus grandes garanties de sécurité dans le contrôle d'accès. Enfin, il faut noter la présence de deux grandes armoiries le long de la façade avant.

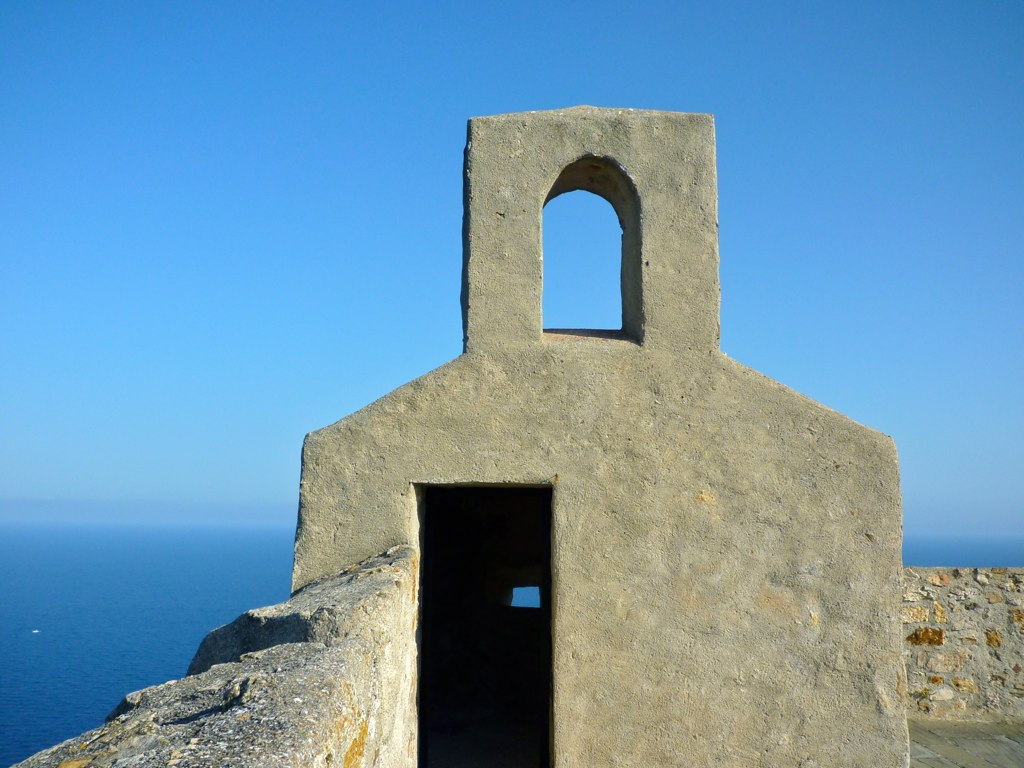
Chapelle de Forte Stella.

La zone enfermée dans la forteresse bastionnée extérieure constitue la base sur laquelle se dresse le fort proprement dit, construit sur le Forte Sant'Ippolito préexistant, qui se développe avec un plan caractéristique en forme d'étoile à six branches, avec des courtines très épaisses et hautes constituées d'une puissante base d'escarpe délimitée au-dessus par un cordon, au-dessus duquel repose le parapet, équipé d'un chemin de ronde, qui délimite la grande terrasse sommitale, utilisée à l'origine par les sentinelles pour des fonctions de visée et pour envoyer des signaux lumineux aux autres tours en cas de danger. De nombreuses meurtrières s'ouvrent le long des courtines de la forteresse intérieure, pour mieux protéger le cœur de l'ouvrage défensif côtier. Au sommet oriental du fort intérieur, l'une des échauguettes d'origine avec un clocher-mur a été conservée, qui caractérisait à l'origine chaque sommet du fort proprement dit.
À l'intérieur, des expositions et des événements culturels sont organisés durant l'été. L'éclairage naturel des environnements internes est donné par une ouverture de forme hexagonale qui s'ouvre au centre de la terrasse sommitale.